# Amegilla potanini
Amegilla potanini es una especie de abeja excavadora perteneciente al género Amegilla, categorizada en la tribu Anthophorini, de la subfamilia Apinae.
Fue descrita científicamente por Morawitz en 1890. Aparece registrada y publicada en una sección de Discover Life bee species guide and world checklist (Hymenoptera: Apoidea: Anthophila) de Ascher, J. S. y J. Pickering de 2020.
Es sinónimo de Podalirius potaninii, también descrita por Morawitz.

## Distribución
La especie se distribuye por Asia meridional.